# FAST (Radioteleskop)
FAST (chinesisch 五百米口徑球面射電望遠鏡 / 五百米口径球面射电望远镜, Pinyin wǔbǎi mǐ kǒujìng qiúmiàn shèdiàn wàngyuǎnjìng, englisch Five-hundred-meter Aperture Spherical radio Telescope), Spitzname Tianyan (天眼,  tiānyǎn – „Himmelsauge“) ist ein Radioteleskop der Nationalen Astronomischen Observatorien der Chinesischen Akademie der Wissenschaften in der Großgemeinde Kedu im Kreis Pingtang der Provinz Guizhou im Südwesten Chinas. Mit rund 500 Metern Hauptspiegeldurchmesser ist es gegenwärtig das weltweit größte Radioteleskop. Die Bezeichnung „FAST“ ist ein Apronym. „Fast“ ist auch ein Begriff für Objektive mit großer Apertur.

## Baugeschichte
Das Teleskop wurde ab 2011 in einer Karstmulde errichtet. Die 9110 im Umkreis von fünf Kilometern lebenden Einwohner wurden umgesiedelt, um elektromagnetische Störungen zu vermeiden. Die Baukosten betrugen 1,2 Milliarden Yuan, umgerechnet etwa 160 Millionen Euro. Der Probebetrieb wurde mit drei Jahren veranschlagt und dauerte von Juli 2016 bis September 2019. Dabei wurden bereits über hundert Pulsare entdeckt. Die Endabnahme und offizielle Inbetriebnahme fand am 11. Januar 2020 statt.
Seit dem 31. März 2021 werden 10 bis 15 % der gesamten Beobachtungszeit von 5300 Stunden pro Jahr international vergeben. Nach Bekanntgabe der Öffnung für ausländische Wissenschaftler erhielten die Nationalen Astronomischen Observatorien (die Betreiber des Teleskops) diesbezügliche Anträge für insgesamt 7216 Stunden Beobachtungszeit. Nach Sichtung der Anträge wurden 27 internationale Forschungsvorhaben mit 14 beteiligten Ländern genehmigt, im August 2021 begannen die Beobachtungsarbeiten.

## Funktionsweise
FAST hat einen verformbaren, annähernd sphärischen Hauptspiegel, der in der natürlichen Geländemulde hängt. Von dem Hauptspiegel wird nur der Bereich, der auf die jeweils zu untersuchende Himmelsregion gerichtet ist, zum Empfang der Radiowellen genutzt. Dieser Bereich hat einen Durchmesser von 300 m und wird zur Vermeidung von sphärischer Aberration dynamisch zu einem Parabolspiegel verformt. Ein darüber befindlicher Empfänger wird durch eine Seilaufhängung in den Fokus des Parabolspiegels positioniert. Dieser Aufbau ermöglicht ohne die Verwendung eines Schwenkmechanismus Beobachtungen von Himmelsregionen bis 40° Zenitdistanz.
Das Teleskop ist zunächst für den Frequenzbereich von 70 MHz bis 3 GHz ausgelegt, später soll es bis 8 GHz arbeiten. Im L-Band ergibt sich eine Winkelauflösung von 2,8 Bogenminuten.

## Aufbau
Ein etwa horizontal liegender Gitterrohrring wird von etwa 70 senkrecht stehenden prismatischen Masten getragen, die unterschiedliche Höhen im Geländeniveau ausgleichen. Dieser Ring hält ein unter der Schwerkraft durchhängendes Seilnetz. Dieses Stahlseilnetz trägt 4450 dreieckige steife reflektierende Flächenelemente (reflective panels), die zusammen einen etwa sphärischen Spiegel mit 300 m Krümmungsradius formen. Diese dreieckigen Paneele haben 11 m Seitenlänge und bestehen aus einer tragenden Gitterrohrkonstruktion, auf der ein Gitterrost von etwa 1 cm Rastermaß liegt, viel kleiner als die kleinste zu reflektierende Wellenlänge von 10 cm (3 GHz). Von den Knoten des Stahlseilnetzes führen Zugseile zu etwas mehr als 2200 am Boden verankerten Aktuatoren zur dynamischen Verformung des Spiegels.
Die Fokuskabine hängt an Seilen, die an sechs um die Schüssel verteilten Masten befestigt sind. Durch Seilzüge wird sie grob positioniert und in Blickrichtung ausgerichtet. In der Kabine befindet sich eine millimetergenau stabilisierte Plattform und darauf (zunächst) 19 Detektoren mit Hornantennen für den Bereich 1,05–1,45 GHz (L-Band) auf einer beweglichen Plattform. Die Lage von Kabine und Detektorplattform wird mit sechs Lasern erfasst. Der Öffnungswinkel der Detektoren begrenzt die wirksame Apertur des Teleskops auf 300 m. Auf dieser Fläche, die etwa 1000 Knoten des Stahlseilnetzes umfasst und mit der Blickrichtung wandert, wird der Spiegel durch die Aktuatoren in Parabelform gebracht. Dafür reicht ein Hub von 67 cm. Die Position der Knoten wird durch neun Messkameras millimetergenau erfasst.
Die Reflektorfläche kann für Wartungsarbeiten betreten werden. Dafür benutzen die Techniker jedoch einen Heliumballon von 7,6 m Durchmesser, der ihr Körpergewicht stark kompensiert, jedoch windempfindlich macht.

FAST-Aufbau
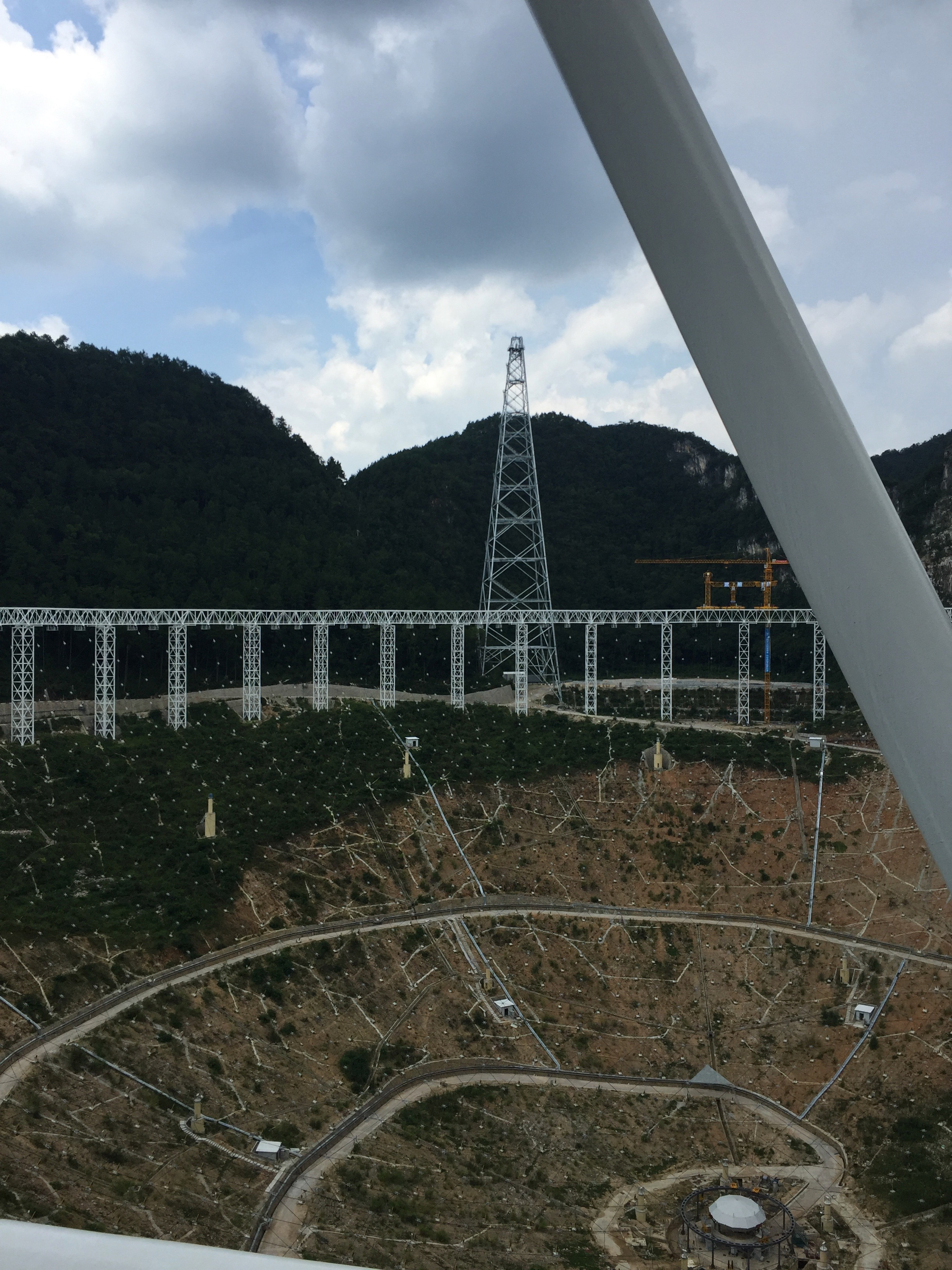
Bauphase – FAST 2015
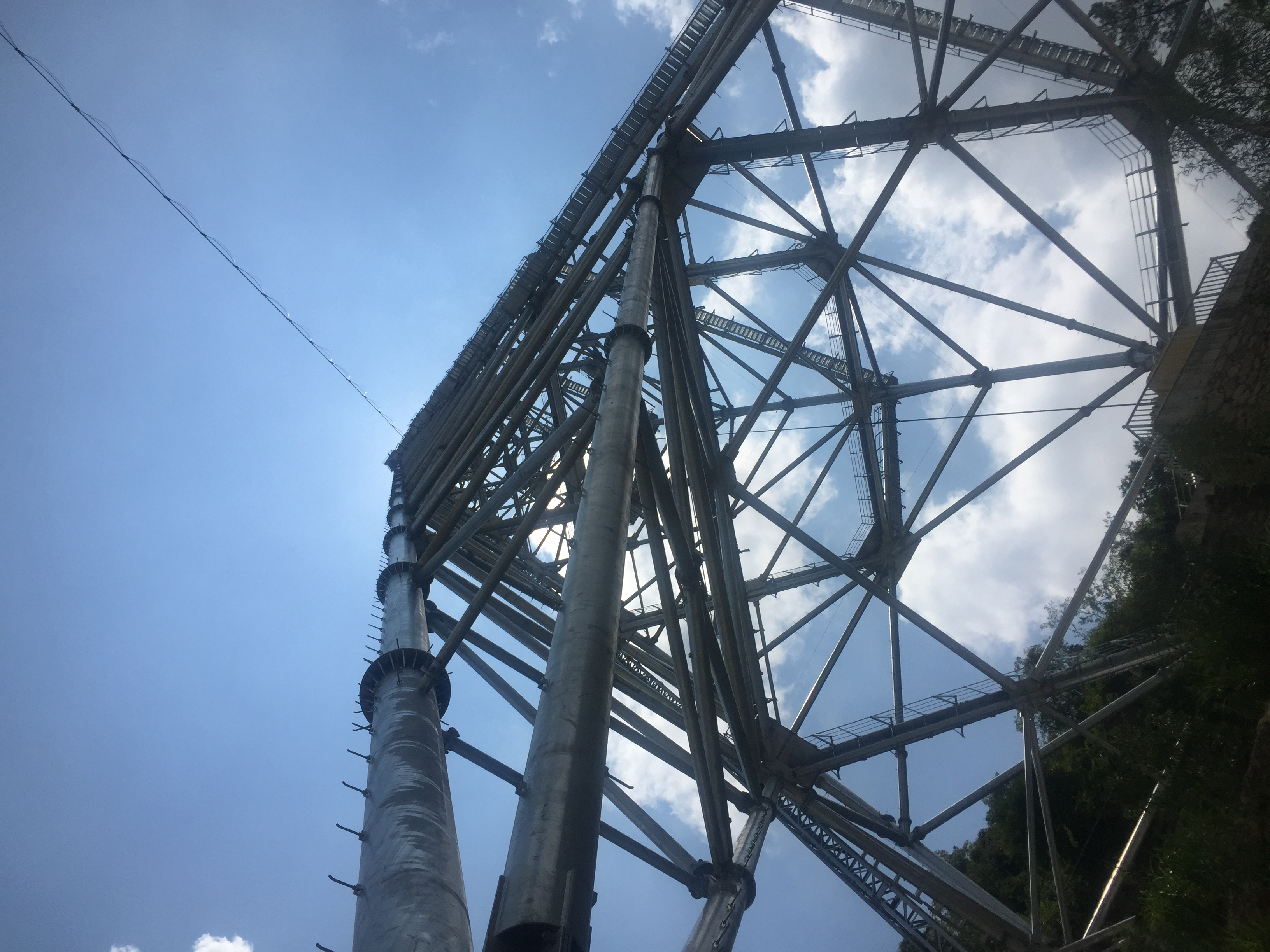
Konstruktion der sechs tragenden Stützmasten – FAST 2015
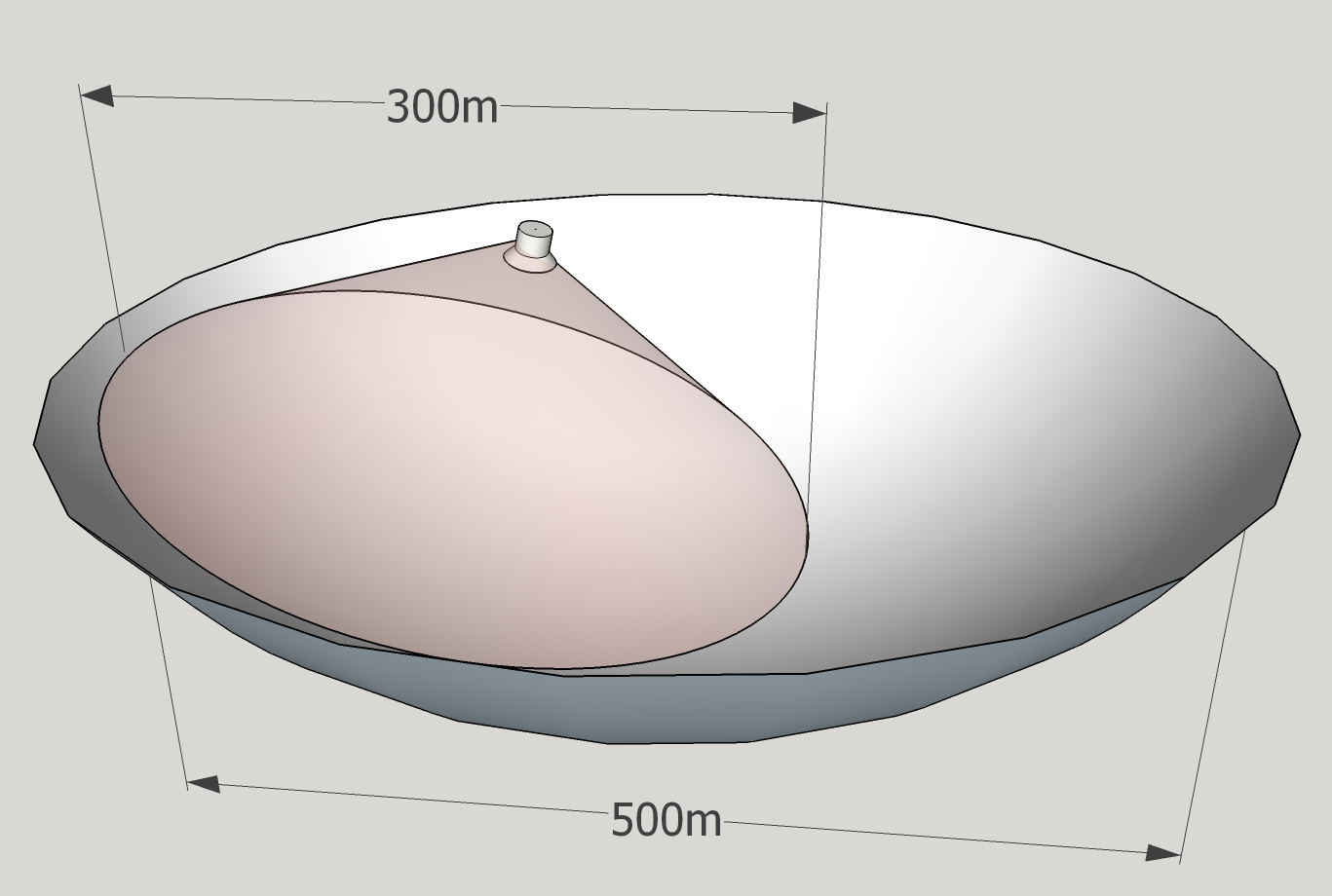
Dynamischer Parabolspiegelbereich – 300 m innerhalb des 500 m großen Hauptspiegels – 2016
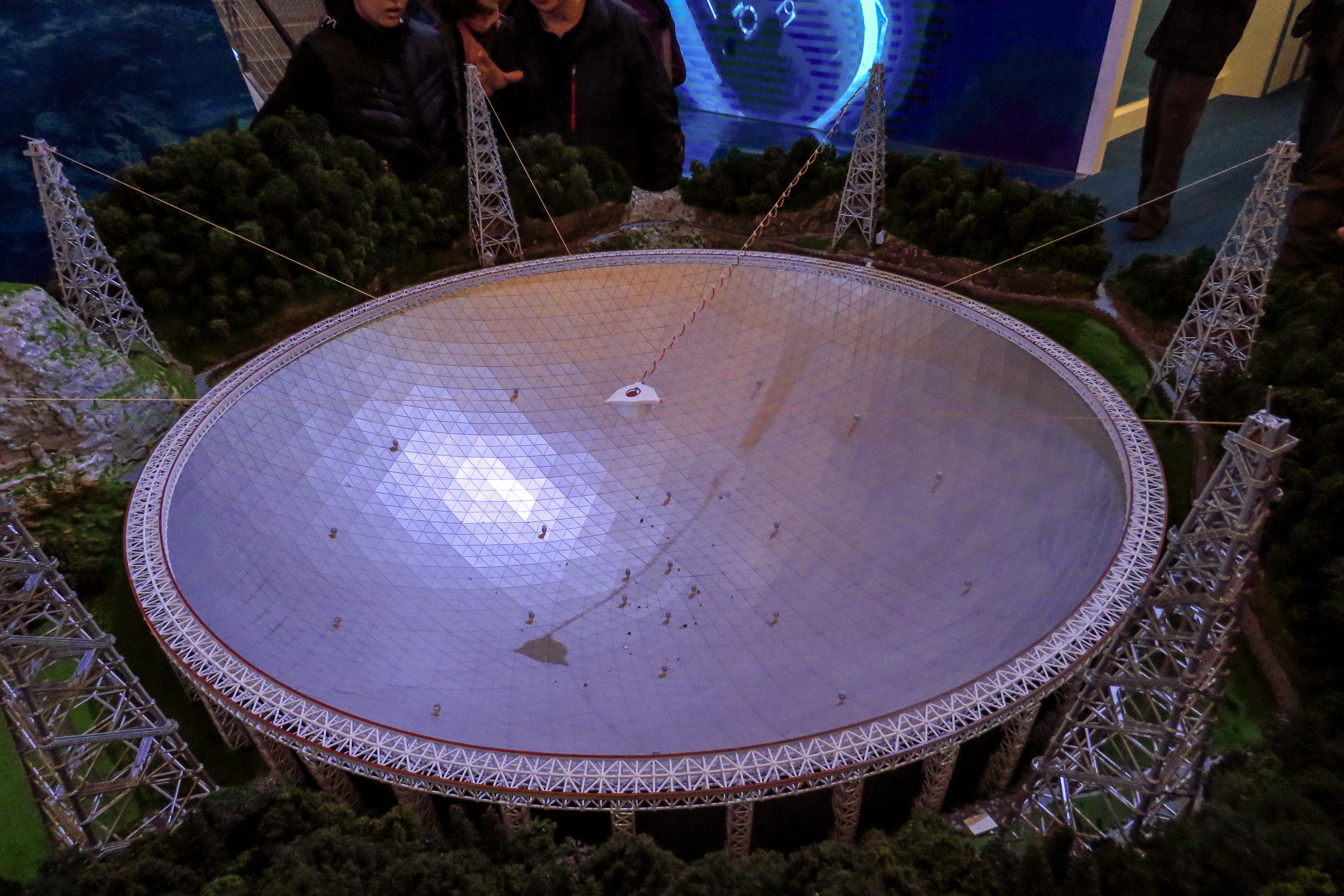
FAST-Modell – Sechs Masten und Hauptspiegel – Ausstellung 2017

## Ergebnisse
Einer der Forschungsschwerpunkte am FAST ist die Suche nach Pulsaren; bis Juli 2023 hatte man mehr als 800 entdeckt.
Eine Forschergruppe unter der Leitung des kirgisischen Pulsar-Spezialisten Li Kejia (李柯伽, * 1980) vom Kavli-Institut für Astronomie und Astrophysik der Universität Peking untersuchte unter anderem 15 Fast Radio Bursts der am 1. März 2018 am Parkes-Observatorium entdeckten Quelle FRB 180301 und kam dabei zu der Erkenntnis, dass die bei sieben dieser Radioblitze beobachteten Änderungen der Polarisationsebene auf Mechanismen in der Magnetosphäre des Pulsars zurückzuführen sind.
Pulsare, die ihre Signale mit einer hohen Präzision aussenden, eignen sich auch zum Nachweis von Gravitationswellen, da diese für eine leichte Frequenzverschiebung der Pulsarsignale sorgen. Gravitationswellen, wie sie zum Beispiel bei der Interaktion von zwei Schwarzen Löchern entstehen, haben eine Frequenz im Nanohertz-Bereich, was einer Wiederholungsrate von mehreren Jahren entspricht. Da das FAST erst am 11. Januar 2020 den Regelbetrieb aufnahm, verfügt man im Vergleich zu Einrichtungen in den USA und Europa über deutlich weniger Datenmaterial. Der Vorteil von FAST ist dagegen seine hohe Präzision. Die Wissenschaftler um Li Kejia analysierten die Daten von 57 über einen Zeitraum von drei Jahren und fünf Monaten beobachteten Millisekundenpulsaren und konnten so tatsächlich Gravitationswellen im Nanohertz-Bereich nachweisen.
Am 29. Juni 2023 veröffentlichten sie ihre Ergebnisse – zeitgleich mit Forschern aus anderen Ländern – in der Fachzeitschrift Research in Astronomy and Astrophysics.
In Kooperation mit dem Canadian Hydrogen Intensity Mapping Experiment wurde mit dem FAST die Einstrahlung des galaktischen Magnetars SGR 1935+2154 in mehreren Frequenzbereichen zwischen 400 und 800 MHz gemessen, wobei man auf eine emittierte Energie von 3•1027 Joule kam, drei Größenordnungen mehr als bei den bisher beobachteten Magnetaren. Dies stellte einen wichtigen Beitrag zu der Diskussion um Magnetar-Modelle dar.
Eine Gruppe von Forschern um Li Di (李菂, * 1972), seit Oktober 2018 Chefwissenschaftler des Teleskops, entwickelte die sogenannte H-I-Selbstabsorptionstechnik (H I narrow self-absorption bzw. HINSA), mit der in H-I-Gebieten der Übergang von atomarem, nicht ionisiertem Wasserstoff (H I) zu molekularem Wasserstoff (H2) beobachtet werden kann. Als sie damit den prästellaren Kern L1544 in der Taurus-Molekülwolke beobachteten, entdeckten sie dabei über den Zeeman-Effekt ein Magnetfeld mit einer Feldstärke von 3,8 Mikrogauß. Dies war drei- bis viermal schwächer, als es das Standardmodell zur Sternentstehung vorhersagt. Am 5. Januar 2022 veröffentlichten die Wissenschaftler ihre Ergebnisse in der britischen Fachzeitschrift Nature.
Vom 1. April bis 11. Juni 2021 beobachtete die Gruppe um Li Kejia den wiederholenden Fast Radio Burst FRB 20201124A in der Galaxie SDSS J050803.48 + 260338.0. Während dieser Zeit registrierten sie 1863 Röntgenblitze, die neben einer erstmals bei wiederholenden Fast Radio Bursts beobachteten zirkularen Polarisation einen großen Unterschied beim Maß der Feldstärkenänderungen während der ersten 36 Tage und danach zeigten. Als mögliche Erklärung schlagen die Wissenschaftler vor, dass es sich bei der Radioquelle um ein Doppelsystem aus einen Magnetar handeln könnte, der um einen Be-Stern kreist, wobei das Signal je nachdem, an welcher Stelle seiner Umlaufbahn sich der Magnetar befindet, durch die Dekretionsscheibe des Be-Sterns unterschiedlich stark gestört wird.
Eine Gruppe um Pan Zhichen (潘之辰, * 1988) von den Nationalen Astronomischen Observatorien konnte nach längerer Beobachtung des am FAST im Kugelsternhaufen Messier 71 entdeckten Doppelsternsystems PSR J1953+1844 bestätigen, dass der dortige Pulsar von seinem Begleitstern in nur 53,3 Minuten umkreist wird – die kürzeste bislang bekannte Umlaufzeit in einem derartigen System. Pan Zhichen und seine Kollegen kamen zu dem Schluss, dass es sich hierbei um eine Zwischenstufe beim Übergang von einem sogenannten „Redback“, also einem von einem Roten Zwerg umkreisten Pulsar zu einer „Schwarze Witwe“ handelt. Die Existenz derartiger Übergangssysteme war seit längerer Zeit vermutet worden und konnte nun erstmals nachgewiesen werden.
Nach anderthalbjähriger Vorbereitung begannen chinesische Radioastronomen Anfang 2020, das Teleskop für die Suche nach intelligenten Signalen außerirdischer Zivilisationen (SETI) zu nutzen.
Koordiniert wird diese von der von Zhang Tongjie (张同杰) geleiteten Forschungsgruppe für Kosmologie und außerirdische Zivilisationen (宇宙学与地外文明研究团组) an der Fakultät für Astronomie der Pädagogischen Universität Peking.